# 조지 갤러웨이

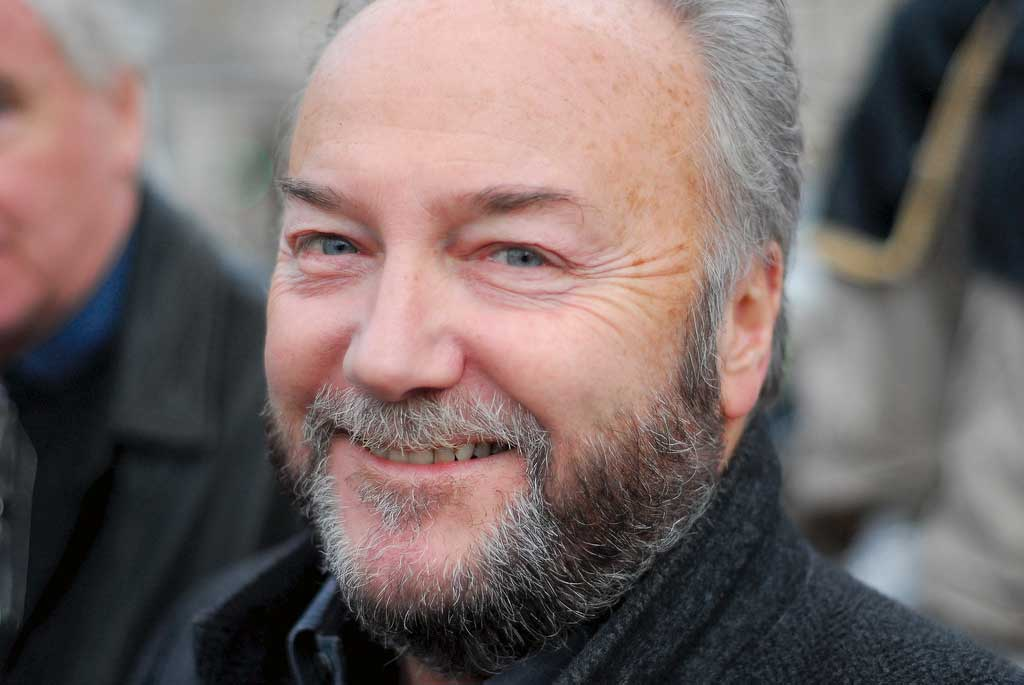
조지 갤러웨이

조지 갤러웨이(George Galloway, 1954년 8월 16일 ~ )는 영국의 정치인, 방송인, 작가다. 2015년 5월 8일까지 브래드퍼드 서부 선거구의 하원의원이었으나 낙선했다.
갤러웨이의 정치인생은 1983년 런던을 기반으로 하는 자선단체 빈곤과의전쟁(War on Want) 사무총장을 맡으면서 시작한다. 1987년까지 사무총장직을 수행한 뒤 갤러웨이는 그해 총선에서 영국 노동당 소속 하원의원으로 선출됐다.(선거구 : 글래스고 시 힐헤드 구) 이후 힐헤드 구를 포함해 선거구 개편으로 만들어진 글래스고 켈빈 선거구에서 2005년까지 의원직을 유지했다. 한편 갤러웨이는 2003년 10월, 당의 명예를 훼손시켰다는 이유로 노동당에서 출당 조치를 당한다.
출당 이후 2004년 조지 갤러웨이는 리스펙트당에 입당했으며, 이듬해 총선에서 그레이터런던의 베트널 그린 앤 바우 선거구에서 다시 하원의원에 당선됐다. 2010년에는 그레이터런던의 신설 지역구인 포플라 앤 라임하우스에 출마했으나 3위로 낙선했다. 이후 2012년 웨스트요크셔 주의 브래드퍼드 시의 서부 지역구에서 열린 보궐선거에 당선돼 하원에 복귀한다.
정치 경력 초기에 그는 사담 후세인을 반대했다. 하지만 이후 서방국가들이 후세인을 지원하지 않자 그도 사담 후세인에 대한 태도를 바꿨다. 1994년 갤러웨이는 이라크를 방문해 "당신의 용기와 힘과 참을성에 경의를 보내는" 내용의 연설을 했다. 갤러웨이는 이 연설이 이라크 민중을 향한 것이라는 태도를 유지하고 있다. 2005년에는 미국 상원에 출석해 증언했다. 여기서 그는 UN의 원유-식량 교환 프로그램(Oil for Food Program) 과정에서 제기된 부정 지급 문제에 관해 증언했다.
또한 갤러웨이는 반시온주의 입장에 따라 이스라엘-팔레스타인 분쟁에서 팔레스타인을 지지해 왔다. 갤러웨이는 비바 팔레스타인의 구호 호송대에 관여해 왔다. 가디언은 2005년 그에 대해 "색깔 있는 말솜씨와 전투적인 토론 스타일로 유명하다"고 평했다.

## 역대 선거 결과
| 선거명      | 직책명                                    | 대수 | 정당                | 득표율 | 득표수   | 결과 | 당락                              |
| ----------- | ----------------------------------------- | ---- | ------------------- | ------ | -------- | ---- | --------------------------------- |
| 1987년 선거 | 하원의원 (글래스고 힐드 선거구)           | 50대 | 노동당              | 42.89% | 17,958표 | 1위  | 글래스고 힐드 하원의원 당선       |
| 1992년 선거 | 하원의원 (글래스고 힐드 선거구)           | 51대 | 노동당              | 38.47% | 15,148표 | 1위  | 글래스고 힐드 하원의원 당선       |
| 1997년 선거 | 하원의원 (글래스고 켈빈 선거구)           | 52대 | 노동당              | 50.97% | 16,643표 | 1위  | 글래스고 켈빈 하원의원 당선       |
| 2001년 선거 | 하원의원 (글래스고 켈빈 선거구)           | 53대 | 노동당              | 44.83% | 12,014표 | 1위  | 글래스고 켈빈 하원의원 당선       |
| 2005년 선거 | 하원의원 (베트널 그린 앤 바우 선거구)     | 54대 | 리스펙트당          | 35.91% | 15,801표 | 1위  | 베트널 그린 앤 바우 하원의원 당선 |
| 2010년 선거 | 하원의원 (포플라 앤 라임하우스)           | 55대 | 리스펙트당          | 17.47% | 8,160표  | 3위  | 낙선                              |
| 2011년 선거 | 스코틀랜드의회 (글래스고 선거구)          | 4대  | 리스펙트당          | 3.3%   | 6,972표  | 5위  | 낙선                              |
| 2012년 선거 | 하원의원 (브래드퍼드 웨스트 선거구)       | 55대 | 리스펙트당          | 55.89% | 18,341표 | 1위  | 브래드퍼드 웨스트 하원의원 당선   |
| 2015년 선거 | 하원의원 (브래드퍼드 웨스트)              | 56대 | 리스펙트당          | 21.24% | 8,557표  | 2위  | 낙선                              |
| 2016년 선거 | 런던 시장                                 | 3대  | 리스펙트당          | 1.43%  | 37,007표 | 7위  | 낙선                              |
| 2017년 선거 | 하원의원 (맨체스터 고튼)                  | 57대 | 무소속              | 5.69%  | 2,615표  | 3위  | 낙선                              |
| 2019년 선거 | 하원의원 (웨스트 브로미치 이스트 선거구)  | 58대 | 무소속              | 1.36%  | 489표    | 6위  | 낙선                              |
| 2021년 선거 | 스코틀랜드의회 (사우스 스코틀랜드 선거구) | 6대  | 통합을 위한 모든 것 | 1.5%   | 5,521표  | 6위  | 낙선                              |
| 2021년 선거 | 하원의원 (배틀리 앤드 스펜 선거구)        | 58대 | 영국 노동자당       | 21.92% | 8,264표  | 3위  | 낙선                              |
| 2024년 선거 | 하원의원 (로치데일 선거구)                | 58대 | 영국 노동자당       | 39.66% | 12,335표 | 1위  | 로치데일 하원의원 당선            |
| 2024년 선거 | 하원의원 (로치데일 선거구)                | 59대 | 영국 노동자당       | 29.20% | 11,587표 | 2위  | 낙선                              |